# Gerd Rudolf

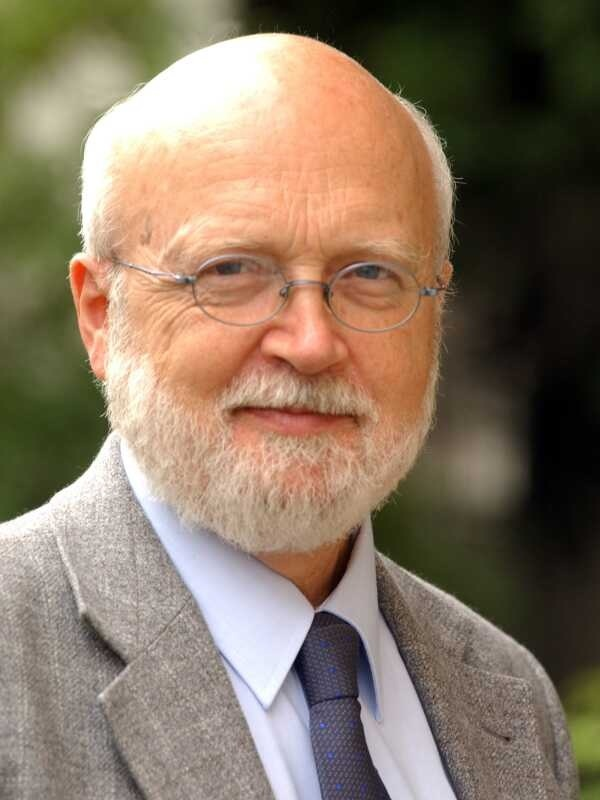
Gerd Rudolf (etwa 1989)

Gerd Rudolf (geboren am 12. Juni 1939 in Neunkirchen (Saar)) ist ein deutscher Psychiater, Psychosomatiker und Psychoanalytiker. Er war ab 1980 Professor für Psychotherapie und Psychosomatische Medizin am damals sogenannten Klinikum Charlottenburg der Freien Universität Berlin (FU) und, später, an der Universität Heidelberg. Rudolf hat maßgeblich an einem psychodynamisch orientierten Instrument für die Diagnostik seelischer und psychosomatischer Erkrankungen mitgewirkt, das 1996 unter dem Namen Operationalisierte Psychodynamische Diagnostik (OPD) veröffentlicht wurde.

## Beruflicher Werdegang
Nachdem Rudolf 1958 die Hochschulreife erworben hatte, begann er mit seinem Medizinstudium, das er 1963 abschloss. Im Jahr 1964 wurde er promoviert. 1970 nahm er eine Tätigkeit als Assistenzarzt in der Klinik für Kinder- und Jugendpsychiatrie in Berlin bei Gerhardt Nissen auf und wurde wissenschaftlicher Assistent bei den Professoren Hippius und Helmchen. 1971 erwarb er seine Facharztanerkennung und schloss seine psychoanalytische Weiterbildung am Berliner Institut für Psychotherapie (IfP) ab. 1976 wurde er zum Lehr- und Kontrollanalytiker der Deutschen Psychoanalytischen Gesellschaft ernannt.
In den folgenden Jahren qualifizierte sich Rudolf weiter und habilitierte sich 1978. Seine Habilitationsschrift trug den Titel Der Psychische und Sozial-Kommunikative Befund. Vorschlag einer standardisierten Erfassung neurotischer Befunde und verweist auf sein theoretisches Interesse, Psychodiagnostik zu objektivieren. Anfang der 1990er Jahre fand es seinen praktischen Niederschlag in der Entwicklung eines operationalisierten Verfahrens.
Parallel zu Lehre und Forschung an der Universität engagierte sich Rudolf sowohl in Fachverbänden und berufspolitischen Organisationen als auch in der Ausbildung zukünftiger Psychoanalytiker. Seine Weiterbildungsermächtigung für Psychotherapie und Psychoanalyse erhielt er 1986. Nach der Novellierung der Musterweiterbildung wurde ihm 1995 der Facharzt für Psychotherapeutische Medizin zuerkannt.
Seit seiner Emeritierung im Jahr 2006 beteiligt sich Rudolf freiberuflich an der Lehre in verschiedenen psychoanalytischen und psychotherapeutischen Ausbildungsinstituten. Wie auch in seinen Vorträgen mahnt er dabei immer wieder „zur Vorsicht im Umgang mit vermeintlichen Realitäten, ihrer Zuordnung und vor allem ihrer Bewertung“.

## Wirken
Ein inhaltlicher Schwerpunkt des beruflichen Schaffens von Rudolf waren seine Forschungsbeiträge. Daneben richtete er sein Interesse auf die Psychotherapie und ihre Anwendungen im ambulanten Feld und in psychiatrischen und psychosomatischen Kliniken. Dabei galt sein Augenmerk unter anderem diagnostischen Fragen, aber auch verschiedenen funktionellen Störungen und der posttraumatischen Belastungsstörung. In seinen späten Jahren ist er, auch unter dem Eindruck der Ergebnisse der Neurowissenschaften mit Fragen des Menschenbildes sowohl in der Psychotherapie als auch in der Gesellschaft befasst.

### Freie Universität Berlin

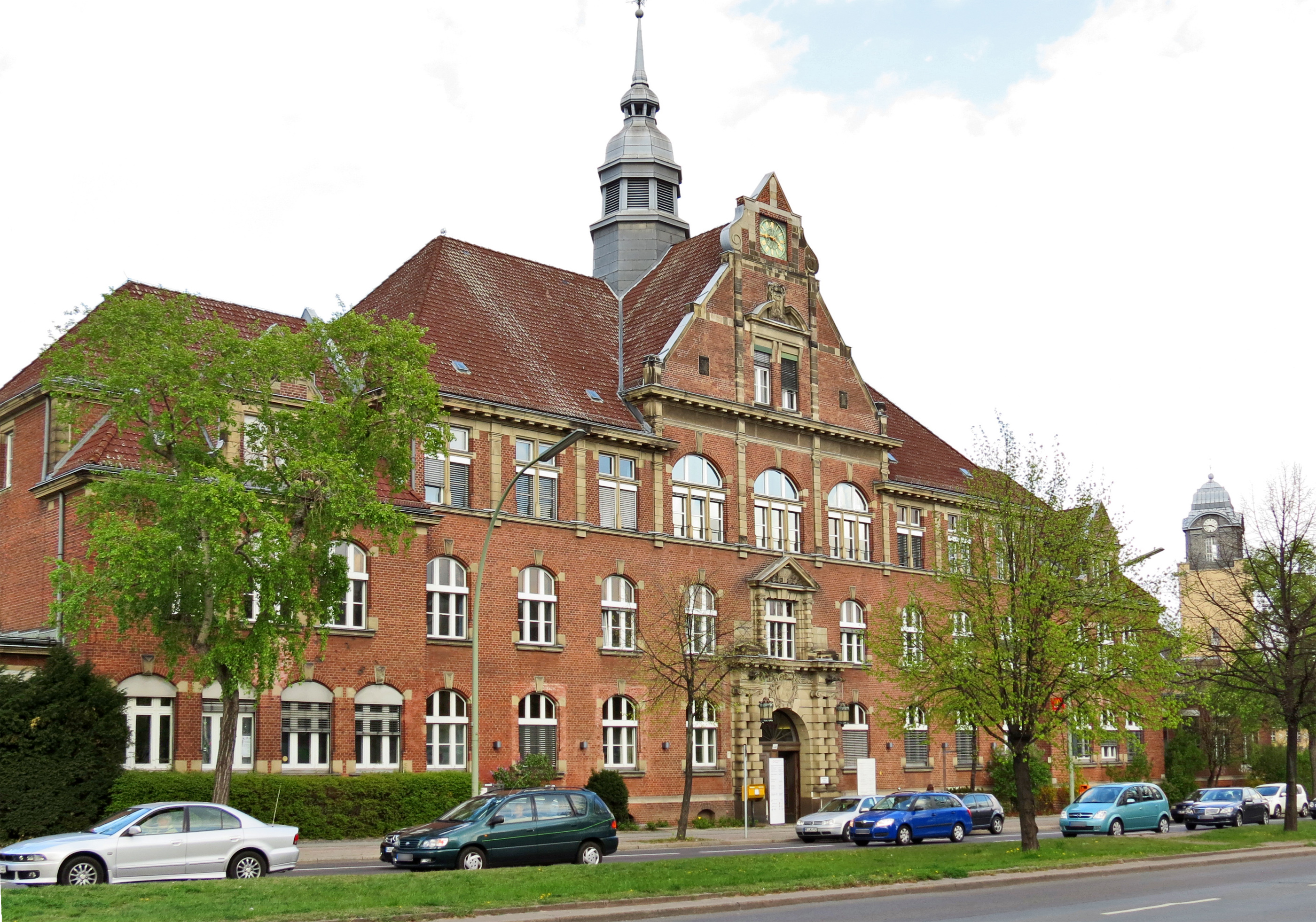
Klinikum Westend Berlin

Im Jahr 1977 wurde Rudolf Mitarbeiter bei Annemarie Dührssen, sowohl am Institut für psychogene Erkrankungen der AOK als auch als Assistenzprofessor in der Abteilung für Psychotherapie und psychosomatische Medizin der FU, die dem damals sogenannten Klinikum Westend zugeordnet war. Nach seiner Habilitierung erhielt er 1980 eine der dortigen Professuren für Psychotherapie und psychosomatische Medizin. Nachdem die Stelle der Leitung vakant wurde, übernahm Rudolf sie 1985 kommissarisch, bis er einen Ruf an die Universität Heidelberg erhielt.
Als das Bundesministerium für Bildung und Forschung die Förderung des an mehreren Institutionen durchgeführten Forschungsprojekts Berliner Psychotherapiestudie übernommen hatte, oblag ihm ab 1983 die Projektleitung. Die Studie war auch von der Deutschen Gesellschaft für Psychoanalyse, Psychotherapie, Psychosomatik und Tiefenpsychologie (DGPT), dem Berufsverband der Psychoanalytiker, gefördert worden.

### Universität Heidelberg

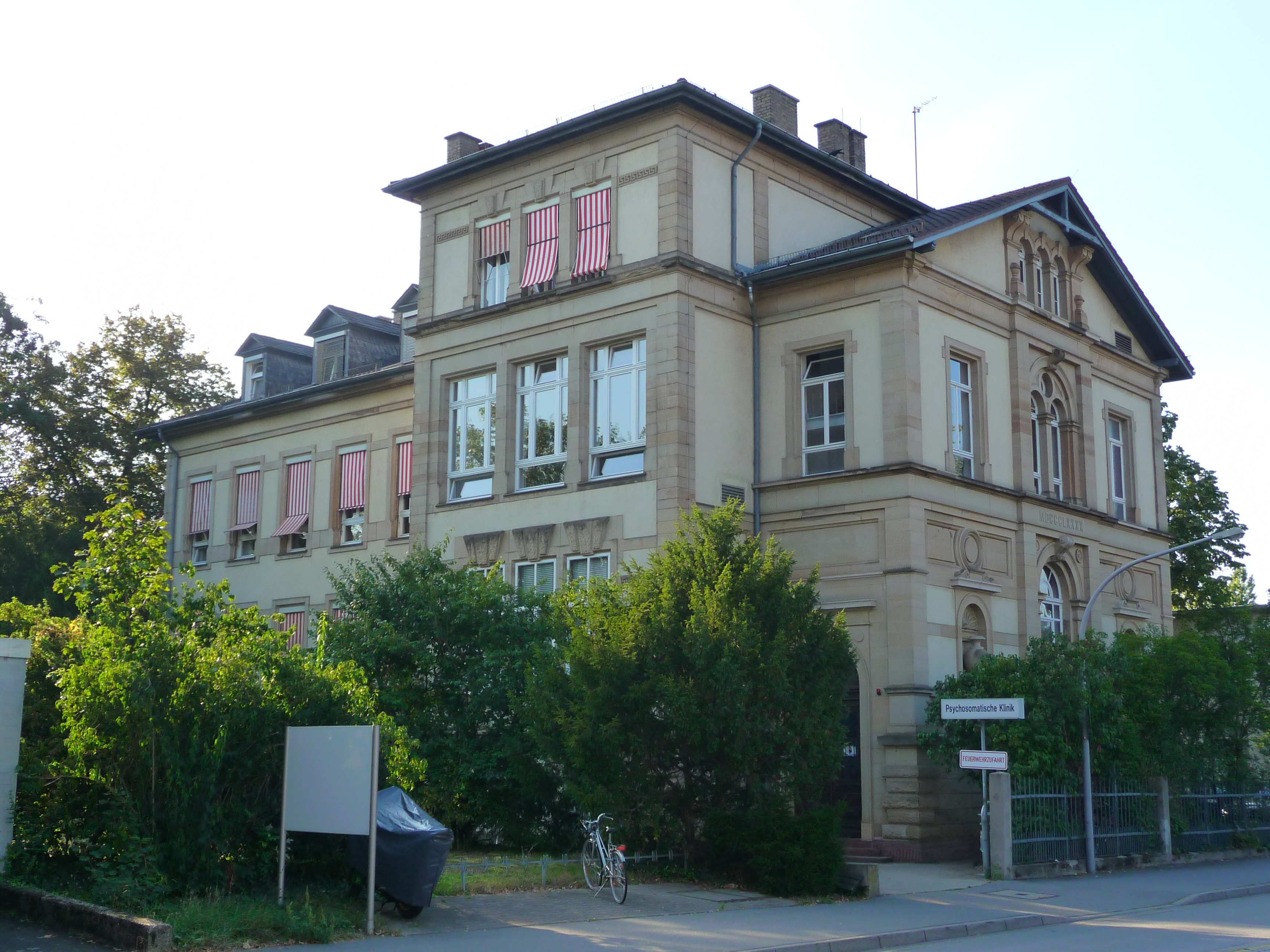
Psychosomatische Klinik Heidelberg

Im Jahr 1989 folgte Rudolf dem Ruf auf eine C4-Professur für psychosomatische Medizin und Psychotherapie an der Universität Heidelberg und wurde zugleich geschäftsführender Direktor der psychosomatischen Klinik. Damit trat er die Nachfolge von Walter Bräutigam an. Diese erste Klinik ihrer Art in Deutschland war 1950 gegründet und zunächst von Alexander Mitscherlich geleitet worden.
2006 wurde Rudolf emeritiert. Aus Anlass seines 70. Geburtstages wurden seine Leistungen auf einem Symposium gewürdigt und eine seiner Forschungsarbeiten besonders hervorgehoben:

„So hat die von ihm geleitete Arbeitsgruppe eine langjährige multizentrische Therapiestudie abgeschlossen, die nachgewiesen hat, dass psychoanalytische Psychotherapien mit höherer Stundenzahl und -frequenz auch tatsächlich weiterreichende positive Effekte erzielen als weniger intensive tiefenpsychologisch orientierte Psychotherapien.“

Diese Studie hatte insofern besondere Bedeutung erlangt, als sie Vertretern psychoanalytischer Verfahren in dem durch die sogenannte Grawe-Studie entbrannten Schulenstreit fundierte Argumente lieferte. Die Studie von Grawe, Donati und Bernauer hatte einseitig die Verhaltenstherapie als wirksamstes Verfahren in den Vordergrund gerückt, war allerdings in Folge der Auseinandersetzungen als methodisch fragwürdig kritisiert worden.

### Operationalisierte psychodynamische Diagnostik (OPD)
Unter Rudolfs maßgeblicher Mitwirkung an der Entwicklung dieses diagnostischen, halbstandardisierten Verfahrens wurden dem Instrument psychodynamische Konzepte zugrunde gelegt, aber auch Elemente aus der kognitiven Psychologie. Mit Hilfe von fünf verschiedenen, als Achsen bezeichnete Dimensionen sollen in einem halbstrukturierten Interview „das Krankheitserleben und die Behandlungsvoraussetzungen“ (Achse I), die Beziehungsfähigkeit des Patienten und damit verbundene Anpassungsstörungen (Achse II), seine innerseelischen Konflikte (Achse III), seine Persönlichkeitsstruktur (Achse IV) und die diagnostische Klassifizierung seiner psychischen und psychosomatischen Störungen ermittelt werden. Rudolf zeichnet verantwortlich für die Achse IV (Struktur). Für diese Achse wird nach der Fähigkeit des Patienten gefragt, sich nach innen und außen abgrenzen zu können und nach dem Ausmaß seiner Fähigkeit zu Selbstwahrnehmung und Selbstkontrolle.
Gemeinsam mit anderen Entwicklern gründete Rudolf 1992 den Arbeitskreis Operationalisierte Psychodynamische Diagnostik (OPD), der die kontinuierliche Fortentwicklung und Anpassung an neu gewonnene Erkenntnisse sicherstellen soll.
Zu den Besonderheiten dieses diagnostischen Hilfsmittels für Psychotherapeuten gehört die Entwicklung einer zweiteiligen Diagnose. In der OPD werden psychische Störungen unterschieden, die durch innerseelische oder zwischenmenschliche Konflikte verursacht werden und andere, die durch die Persönlichkeitsstruktur bedingt sind. Es werden also eine Krankheits- und eine Strukturdiagnose unterschieden. Diese Unterscheidung hilft dabei, die „therapeutischen Möglichkeiten“ zu erweitern und Modifikationen der psychoanalytischen Standardmethode theoretisch fundiert und auf den Einzelfall zugeschnitten anzuwenden.

„Diese Themen sind heute selbverständlicher Bestandteil der therapeutischen Ausbildung und Praxis in der Richtlinienpsychotherapie und der stationären Behandlung. Für einen erheblichen Teil der schwerer beeinträchtigten Patienten – solchen mit Persönlichkeitsstörungen, Eßstörungen (sic!), Abhängigkeitserkrankungen und Selbstschädigungstendenzen –, bedeutet dieser Ansatz eine deutliche Erweiterung der therapeutischen Möglichkeiten. […] Entscheidend ist eine therapeutische Haltung, die den Patienten so annimmt, wie er ist und die Beziehungsschwierigkeiten nicht interpretiert, sondern in ihrer Dysfunktionalität ernstnimmt und gemeinsam mit dem Patienten nach Alternativen sucht, um Schaden von ihm abzuwenden.“

Im Jahr 2018 finden sich 45 klinische Einrichtungen, die mit diesem Diagnoseinstrument arbeiten, davon 40 an Kliniken und Polikliniken in Deutschland, je zwei in Österreich und der Schweiz und eine an der Portman Klinik in London.

### Psychoanalyse
Nachdem am Berliner Institut für Psychotherapie (IfP) eine Jahre währende Auseinandersetzung über die Zukunft der Lehrinhalte stattgefunden hatte, trennte sich eine Arbeitsgruppe vom Institut und gründete ein eigenes, das sich den Namen Institut für Psychoanalyse, Psychotherapie und Psychosomatik (IPB) gab. Die Gründungsmitglieder, zu denen Rudolf gehörte, beabsichtigten eine Rückbesinnung auf die Freudschen Wurzeln und damit Abstand von der Neopsychoanalyse von Schultz-Hencke zu gewinnen. 1984 übernahm Rudolf den Vorsitz und wurde zugleich Leiter der Arbeitsgruppe des Instituts bei der Deutschen Psychoanalytischen Gesellschaft (DPG), bis er 1989 Berlin verließ.
Seine persönliche Auseinandersetzung mit Schultz-Hencke, in dessen Tradition Rudolf ausgebildet worden war, veröffentlichte er 1988 zusammen mit Ulrich Rüger in dem Buch Die Psychoanalyse Schultz-Henckes.

### Gutachtertätigkeit
Im Jahr 1982 nahm Rudolf seine Tätigkeit beim Institut für medizinische und pharmazeutische Prüfungsfragen als Sachverständiger für die beiden Stoffgebiete Psychotherapie und Psychosomatik auf und war damit an der Begutachtung von Psychopharmaka beteiligt.
Nachdem er seine Tätigkeit an der Heidelberger Universität aufgenommen hatte, wurde Rudolf zunächst Gutachter und später Obergutachter für Psychotherapie bei der kassenärztlichen Bundesvereinigung, Gutachter bei der DFG und Mitglied des Wissenschaftlichen Beirates Psychotherapie von Bundesärztekammer und Bundespsychotherapeutenkammer. Ihre Mitglieder sind beauftragt, die wissenschaftliche Anerkennung von Verfahren der Psychotherapie zu begutachten. Zeitweise übernahm er im Beirat den Vorsitz.

### Veröffentlichungen
Rudolf ist Autor von zahlreichen Büchern und hat vielfältige Beiträge in wissenschaftlichen Zeitschriften und anderen Sammelwerken publiziert. Für die Jahrgänge 1954–1994 der Zeitschrift für Psychosomatische Medizin und Psychotherapie war er zusammen mit Ulrich Rüger Herausgeber. Sie trug allerdings bis 1967 einen anderen Namen, hieß dann lange Jahre Zeitschrift für Psychosomatische Medizin und Psychoanalyse und wurde 1999 erneut umbenannt.
Sein Buch über Schultz-Hencke veröffentlichte Rudolf in einer Zeit, als Mitte der 1980er Jahre der Streit um die eigenen analytischen Wurzeln und ihre unrühmliche Rolle in der NS-Zeit bei vielen Psychoanalytikern in Deutschland auf dem Höhepunkt war. Obwohl Schultz-Hencke in diesen Zusammenhängen im Kreuzfeuer der Kritik stand, hob Rudolf dessen wissenschaftlichen Verdienst hervor, der in der Einführung einer sogenannten intentionalen Phase in die psychoanalytische Entwicklungslehre bestand.
Später setzte er sich mit dem Begriff der Identität im Allgemeinen und der Berufsrollenidentität von Psychotherapeuten im Besonderen auseinander. War früher in psychoanalytischen Ausbildungen gefordert, sich als Ausbildungskandidat mit der „richtigen“ Psychoanalyse zu identifizieren und dabei dem Streit um die Frage, was richtig wäre, standzuhalten, gelte es heute, die Kandidaten bei der Entwicklung ihrer eigenen persönlichen Reife zu unterstützen. Dies sei besonders wichtig, wenn Psychotherapeuten Patienten mit schwer zu verarbeitenden Lebenserfahrungen begegnen. Rudolf widmete seinem Plädoyer für „gute Therapeuten statt richtiger Identitäten“ in seinem Buch einen gesonderten Abschnitt.
In zwei Veröffentlichungen beschäftigte sich Rudolf mit dem Einfluss gesellschaftlicher Veränderungen auf die Psychotherapie. 2012 wandte er sich in einem Zeitschriftenaufsatz gegen die allgegenwärtige Verbreitung des Traumabegriffs, die auch Psychotherapeuten dazu verführe, diagnostisch eine „Opferidentität“ zuzuweisen, obwohl es sich immer häufiger als unbegründet erweise und für den therapeutischen Prozess kontraproduktiv sei. Eine „Popularisierung des Traumabegriffs als Synonym für jedwede Lebensbelastung“ sei „unübersehbar“. Bei dieser Einschätzung konnte er aus seiner reichhaltigen Erfahrung als Gutachter im Bewilligungsverfahren kassenfinanzierter Psychotherapie schöpfen. 2015 schrieb er unter dem Titel Wie Menschen sind eine psychoanalytische Anthropologie und ging der Frage nach, ob die Persönlichkeitsentwicklung der Menschen als lebenslanger, aber stets fragiler Prozess durch den sogenannten Wertewandel und den rasanten technologischen Fortschritt eher gefördert oder bedroht wird – ergänzt durch seine Schlussfolgerungen über „Menschenbilder in der Psychotherapie“.

## Schriften (Auswahl)
- Psychotherapeutische Identität (= Franz Resch, Inge Seiffge-Krenke [Hrsg.]: Psychodynamik Kompakt). Vandenhoeck & Ruprecht, Göttingen 2016, ISBN 978-3-525-40572-7 (v-r.de [PDF; 283 kB; abgerufen am 13. Februar 2018]).
- Wie Menschen sind. Eine Anthropologie aus psychotherapeutischer Sicht. Schattauer, Stuttgart 2015, ISBN 978-3-7945-3127-1 (eingeschränkte Vorschau in der Google-Buchsuche).
- Psychodynamische Psychotherapie. Die Arbeit an Konflikt, Struktur und Trauma. 2., überarb. Auflage. Schattauer, Stuttgart 2014, ISBN 978-3-608-42988-6 (eingeschränkte Vorschau in der Google-Buchsuche).
- Strukturbezogene Psychotherapie. Leitfaden zur psychodynamischen Therapie struktureller Störungen. 3., überarb. und erw. Auflage. Schattauer, Stuttgart 2013, ISBN 978-3-7945-2857-8 (eingeschränkte Vorschau in der Google-Buchsuche).
- Opferüberzeugungen. Die „neuen Störungsbilder“. Faszination und Schwierigkeiten. In: Forum Psychoanal. Band 28, 2012, S. 359–372.
- Neuronale Plastizität und Psychosomatik (2). In: Reinhold Haux, Axel W. Bauer, Wolfgang Eich, Wolfgang Herzog, Johann Caspar Rüegg, Jürgen Windeler (Hrsg.): Wissenschaftlichkeit in der Medizin. Teil 2. Physiologie und Psychosomatik. Versuche einer Annäherung (= Brücken ... Schriften zur Interdisziplinarität. Band 4). VAS, Frankfurt am Main 1998, ISBN 3-88864-249-3, S. 121–130.
- Diagnostik struktureller Störungen. In: Gerhard Schneider, Günter H. Seidler (Hrsg.): Internalisierung und Strukturbildung. Theoretische Perspektiven und klinische Anwendungen in Psychoanalyse und Psychotherapie. Westdeutscher Verlag, Opladen 1995, ISBN 3-531-12750-0, S. 313–328.
- Krankheiten im Grenzbereich von Neurose und Psychose. Ein Beitrag zur Psychopathologie des Ich-Erlebens und der zwischenmenschlichen Beziehungen. Dt. Studienverlag, Weinheim 1987, ISBN 3-89271-048-1 (Erstausgabe: Verlag für Medizinische Psychologie im Verlag Vandenhoeck und Ruprecht, Göttingen  1977).
- mit Ulrich Rüger: Psychotherapie in sozialer Verantwortung. Annemarie Dührssen und die Entwicklung der Psychotherapie. Schattauer, Stuttgart 2016, ISBN 978-3-7945-3215-5 (eingeschränkte Vorschau in der Google-Buchsuche).
- mit Michael Stasch, Tilman Grande, Paul Janssen, Claudia Oberbracht: OPD-2 im Psychotherapie-Antrag. Psychodynamische Diagnostik und Fallformulierung. Huber, Bern 2014, ISBN 978-3-456-85316-1.
- mit Peter Henningsen: Psychotherapeutische Medizin und Psychosomatik. Ein einführendes Lehrbuch auf psychodynamischer Grundlage. 7., überarb. Auflage. Thieme, Stuttgart, New York 2013, ISBN 978-3-13-125177-0 (eingeschränkte Vorschau in der Google-Buchsuche).
- mit T. Jacobsen, W. Keller, B. Krawietz et al.: Umstrukturierung als Ergebnisparadigma der psychodynamischen Psychotherapie. Ergebnisse aus der Praxisstudie Analytische Langzeittherapie. In: Z. Psychosom. Med. Psychother. Band 51, 2012, S. 55–66.
- mit Tilman Grande, Peter Henningsen (Hrsg.): Die Struktur der Persönlichkeit. Theoretische Grundlagen zur psychodynamischen Therapie struktureller Störungen. Schattauer, Stuttgart 2010, ISBN 978-3-7945-6492-7 (eingeschränkte Vorschau in der Google-Buchsuche).
- mit Ulrich Rüger (Hrsg.): Die Psychoanalyse Schultz-Henckes. Thieme, Stuttgart, New York 1988, ISBN 3-13-703401-9.

## Auszeichnungen
- 2004 Heigl-Preis[24]